# Cenchrea exquisita
Cenchrea exquisita är en insektsart som beskrevs av Philip Reese Uhler 1895. Cenchrea exquisita ingår i släktet Cenchrea och familjen Derbidae. Inga underarter finns listade i Catalogue of Life.